# In einem kühlen Grunde

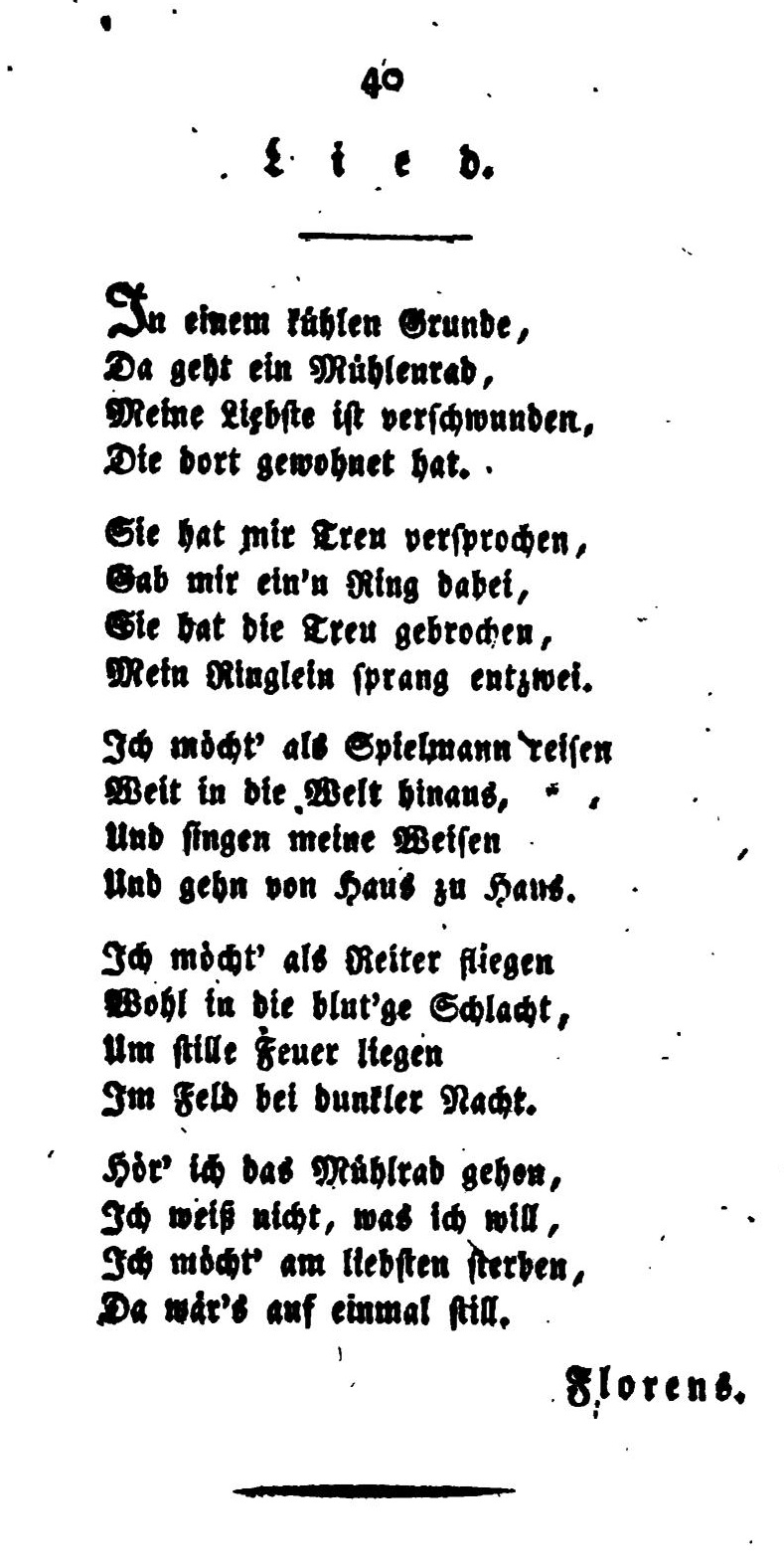
Joseph von Eichendorff: In einem kühlen Grunde in der Anthologie Deutscher Dichterwald (1813)

In einem kühlen Grunde ist ein Gedicht von Joseph von Eichendorff, das auch unter dem Titel Das zerbrochene Ringlein zu finden ist.

## Textgeschichte
1807/08 schrieb Eichendorff in seinen Tagebüchern über die unerfüllte Liebe zu Käthchen Förster, Tochter eines Rohrbacher Küfermeisters und Nichte des Bäckermeisters, bei dem er wohnte und der sie als Hilfe in seinem Haus hatte. An sie erinnert ein Gedenkstein am Philosophenweg in Heidelberg. Dies inspirierte Eichendorff wahrscheinlich zu dem Gedicht. Einer anderen Theorie zufolge war die Wassermühle im oberschlesischen Bresnitz, heute Brzeźnica, die Inspiration für das Gedicht.
1813 wurde das Gedicht unter dem Pseudonym „Florens“ und unter dem Titel Lied in der Anthologie Deutscher Dichterwald veröffentlicht. Eichendorff nahm das Gedicht auch in seinen 1812 verfassten und 1815 veröffentlichten Roman Ahnung und Gegenwart auf, wo es zum ersten Mal unter Eichendorffs eigenem Namen gedruckt wurde. Unter dem Titel Das zerbrochene Ringlein wurde es erstmals 1826 im Gedichtanhang zur Novelle Aus dem Leben eines Taugenichts veröffentlicht.

## Vertonungen
1814 vertonte Friedrich Glück das Gedicht, das besonders als Chorsatz für Männerstimmen von Friedrich Silcher unter dem Titel Untreue Bekanntheit erlangte. 
Friedrich Nietzsche vertonte das Gedicht 1863 für Sprechstimme und Klavier.
Max Reger vertonte das Gedicht 1915 für vierstimmigen gemischten Chor als Beitrag für das Kaiserliederbuch. 
Die Comedian Harmonists nahmen das Lied 1932 in einem Arrangement von Erwin Bootz als Schellackplatte auf.
Das Lied wurde ferner unter anderem vom Renner-Ensemble, Singer Pur, Heino, den King’s Singers, Hein & Oss, den Fischer-Chören, Freddy Quinn, James Last, Roy Black, Richard Tauber, Mireille Mathieu, Chanticleer, Max Raabe und Hannes Wader interpretiert.

## Melodie

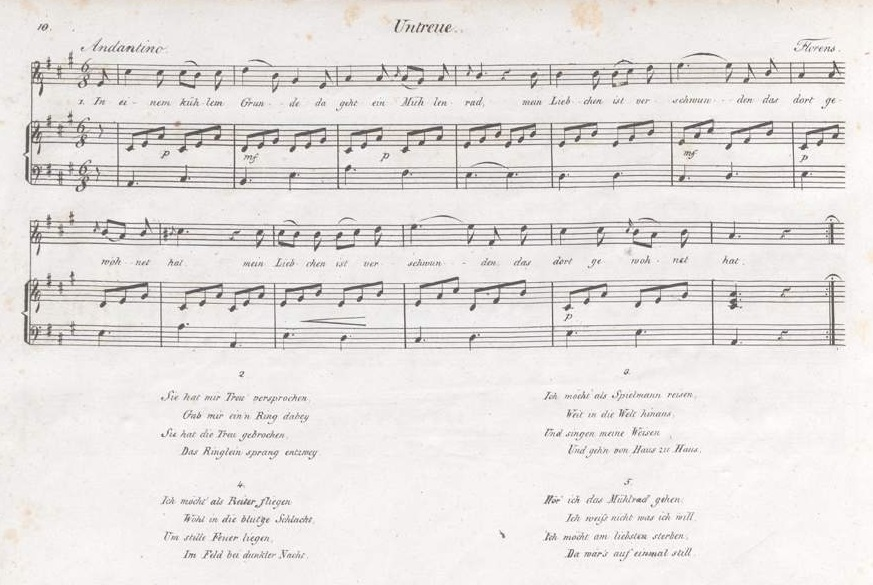
Friedrich Glück, Melodie mit Klavierbegleitung (1828)

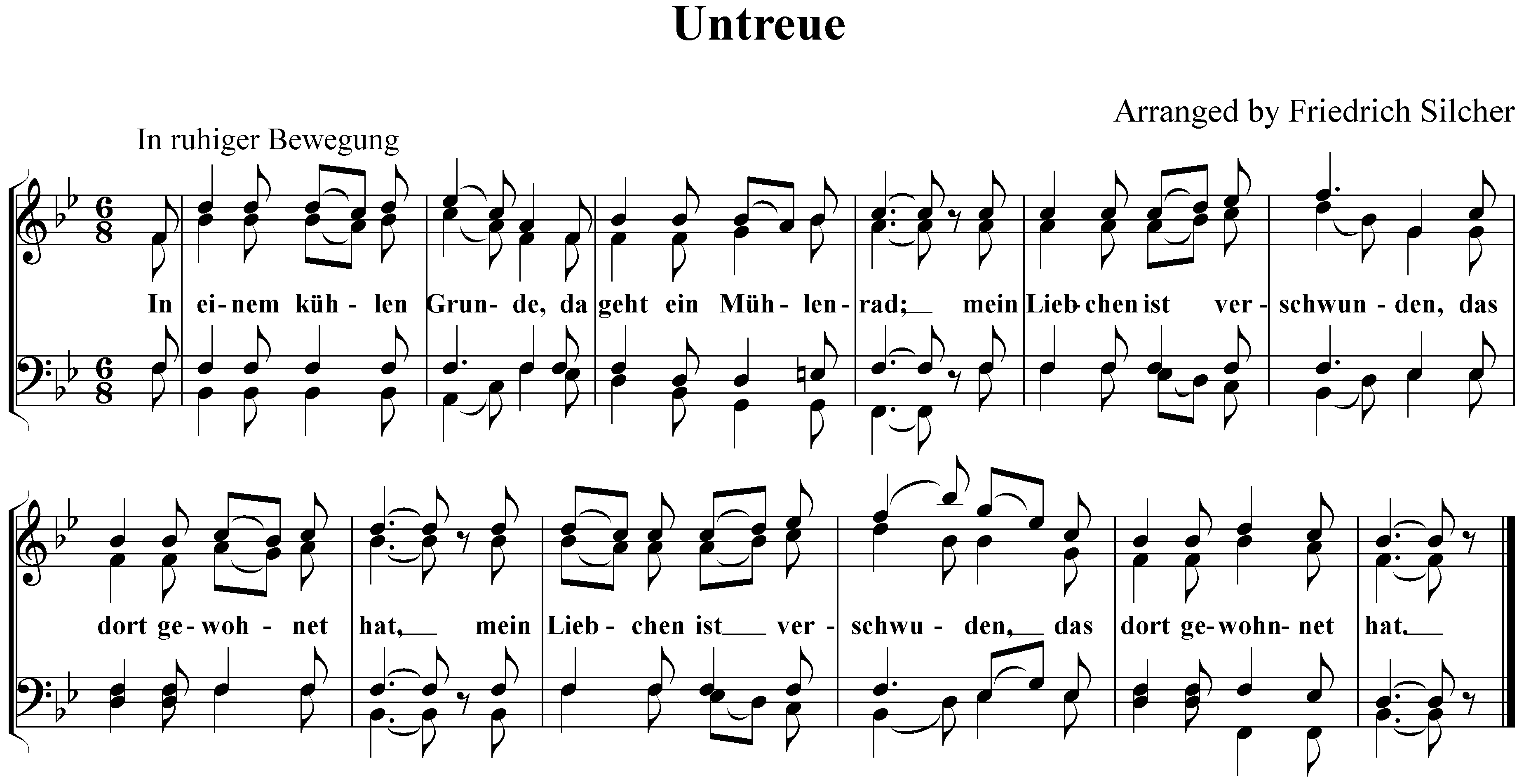
Silchers SatzDatei:Untreue Silcher.ogg

## Text

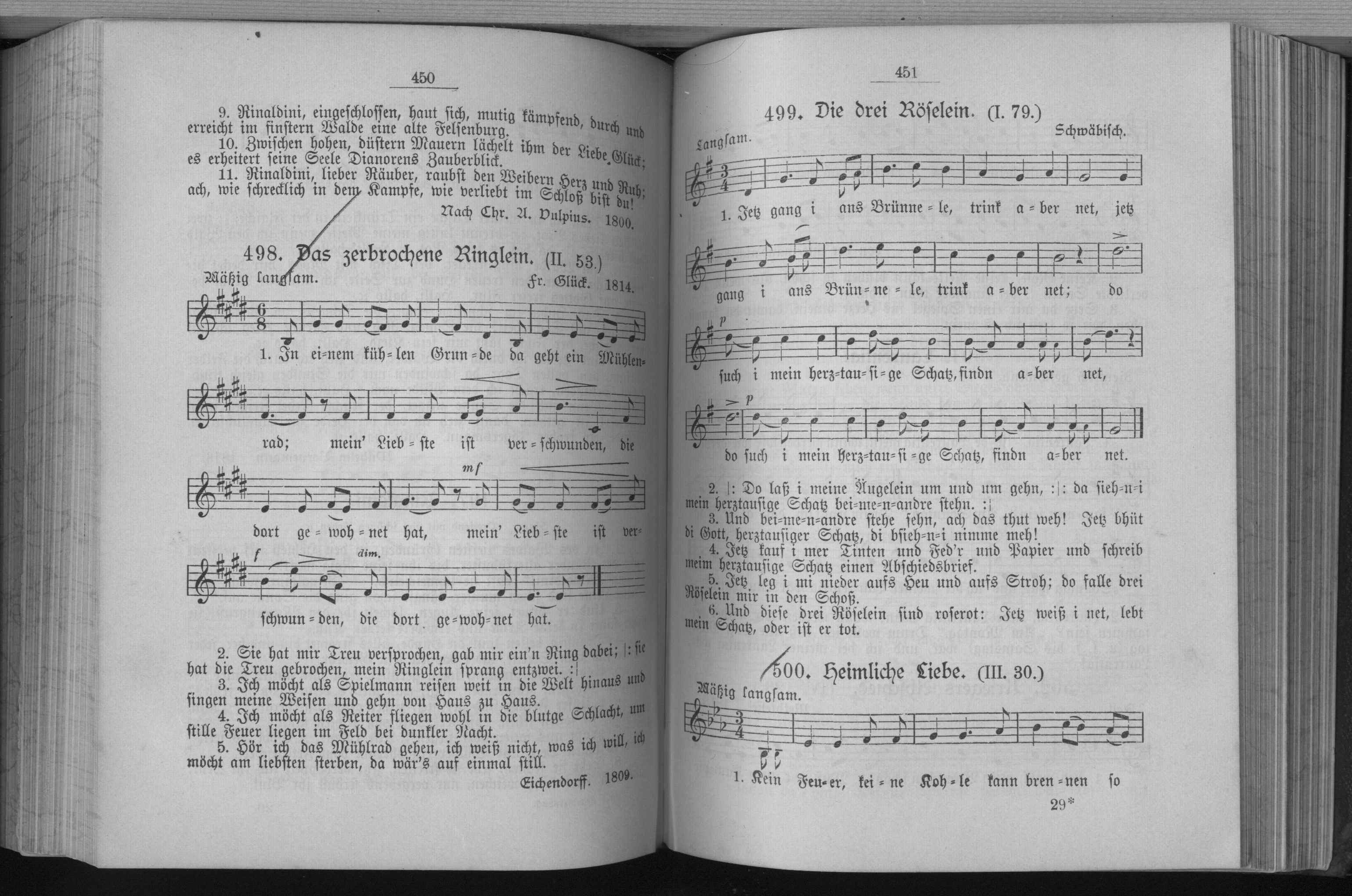
In einem kühlen Grunde im Allgemeinen Deutschen Kommersbuch

Das zerbrochene Ringlein.

In einem kühlen Grunde

Da geht ein Mühlenrad

Mein’ (a) Liebste (b) ist verschwunden,

Die dort gewohnet hat.

Sie hat mir Treu versprochen,

Gab mir ein’n Ring dabei,

Sie hat die Treu’ gebrochen,

Mein Ringlein sprang entzwei.

Ich möcht’ als Spielmann reisen

Weit in die Welt hinaus,

Und singen meine Weisen,

Und geh’n von Haus zu Haus.

Ich möcht’ als Reiter fliegen

Wohl in die blut’ge Schlacht,

Um stille Feuer liegen

Im Feld bei dunkler Nacht.

Hör’ ich das Mühlrad gehen:

Ich weiß nicht, was ich will —

Ich möcht’ am liebsten sterben,

Da wär’s auf einmal still!